# Rhinocoeta ruteri
Rhinocoeta ruteri är en skalbaggsart som beskrevs av Basilewsky 1956. Rhinocoeta ruteri ingår i släktet Rhinocoeta och familjen Cetoniidae. Inga underarter finns listade i Catalogue of Life.